# Fase de classificació de la Copa d'Àfrica de Nacions 1976
Fase de classificació de la Copa d'Àfrica de Nacions de futbol de l'any 1976.
- Zaire classificat com a campió anterior.
- Etiòpia classificat com a organitzador.

## Ronda preliminar
| Equip 1 | Global      | Equip 2 | Anada | Tornada |
| ------- | ----------- | ------- | ----- | ------- |
| Somàlia | 1–2         | Burundi | 0–2   | 1–0     |
| Tunísia | 1–1 (3–2 p) | Líbia   | 1–0   | 0–1     |
| Togo    | 3–0         | Libèria | 1–0   | 2–0     |
| Marroc  | 6–0         | Gàmbia  | 3–0   | 3–0     |
| Mali    | n/d         | Lesotho | —     | —       |
| Níger   | n/d         | Dahomey | —     | —       |

| Somàlia | 0–2 | Burundi |
| ------- | --- | ------- |
|         |     |         |

 Mogadishu
| Burundi | 0–1 | Somàlia |
| ------- | --- | ------- |
|         |     |         |

 Bujumbura
Burundi guanyà 2–1 en l'agregat.
| Tunísia     | 1–0 | Líbia |
| ----------- | --- | ----- |
| Khouini 13' |     |       |

| Líbia           | 1–0 | Tunísia |
| --------------- | --- | ------- |
| Al-Fazani       |     |         |
| Tanda de penals |     |         |
|                 | 2–3 |         |

 Trípoli
Tunísia guanyà 3–2 en els penals després de 1–1 en l'agregat.
| Togo | 1–0 | Libèria |
| ---- | --- | ------- |
|      |     |         |

 Stade Général Eyadema, Lomé
| Libèria | 0–2 | Togo |
| ------- | --- | ---- |
|         |     |      |

 Estadi Antoinette Tubman, Monròvia
Togo guanyà 3–0 en l'agregat.
| Marroc          | 3–0 | Gàmbia |
| --------------- | --- | ------ |
| Guezzar · ? · ? |     |        |

 Stade d'Honneur, Casablanca
| Gàmbia | 0–3 | Marroc          |
| ------ | --- | --------------- |
|        |     | Guezzar · ? · ? |

 Banjul
Marroc guanyà 6–0 en l'agregat.
| Mali | n/d | Lesotho      |
| ---- | --- | ------------ |
|      |     | Abandonament |

Mali es classificà, Lesotho abandonà.
| Níger | n/d | Dahomey      |
| ----- | --- | ------------ |
|       |     | Abandonament |

Níger es classificà, Dahomey abandonà.

## Primera ronda
| Equip 1  | Global       | Equip 2                  | Anada | Tornada |
| -------- | ------------ | ------------------------ | ----- | ------- |
| Marroc   | 5–2          | Senegal                  | 4–0   | 1–2     |
| Tunísia  | 3–2          | Algèria                  | 1–1   | 2–1     |
| Uganda   | 5–1          | Maurici                  | 4–0   | 1–1     |
| Níger    | 2–7          | Guinea                   | 2–4   | 0–3     |
| Sudan    | 3–0          | Kenya                    | 1–0   | 2–0     |
| Burundi  | 0–5          | Egipte                   | 0–3   | 0–2     |
| Ghana    | 5–3          | Mali                     | 4–0   | 1–3     |
| Congo    | 2–2 (g.c.c.) | Costa d'Ivori            | 1–0   | 1–2     |
| Malawi   | 4–9          | Zàmbia                   | 1–6   | 3–3     |
| Camerun  | 3–4          | Togo                     | 3–0   | 0–4     |
| Nigèria  | n/d          | República Centreafricana | —     | —       |
| Tanzània | n/d          | Madagascar               | —     | —       |

| Marroc                              | 4–0 | Senegal |
| ----------------------------------- | --- | ------- |
| Faras 30' · Acila · Guezzar · Najah |     |         |

 Stade Hassan II, Fes
| Senegal   | 2–1 | Marroc |
| --------- | --- | ------ |
| Gol · Gol |     | Faras  |

 Kaolack
Marroc guanyà 5–2 en l'agregat.
| Tunísia    | 1–1 | Algèria    |
| ---------- | --- | ---------- |
| Habita 86' |     | Gamouh 64' |

 Stade El Menzah, Tunis
| Algèria   | 1–2 | Tunísia          |
| --------- | --- | ---------------- |
| Ighil 59' |     | Khouini 44', 89' |

 Estadi 19 de Juny, Orà
Tunísia guanyà 3–2 en l'agregat.
| Uganda | 4–0 | Maurici |
| ------ | --- | ------- |
|        |     |         |

 Kampala
| Maurici | 1–1 | Uganda |
| ------- | --- | ------ |
|         |     |        |

 Port Louis
Uganda guanyà 5–1 en l'agregat.
| Níger | 2–4 | Guinea |
| ----- | --- | ------ |
|       |     |        |

 Niamey
| Guinea | 3–0 | Níger |
| ------ | --- | ----- |
|        |     |       |

 Stade du 28 Septembre, Conakry
Guinea guanyà 7–2 en l'agregat.
| Sudan       | 1–0 | Kenya |
| ----------- | --- | ----- |
| Gagarin 26' |     |       |

 Khartoum Stadium, Khartoum
| Kenya | 0–2 | Sudan            |
| ----- | --- | ---------------- |
|       |     | Gagarin 42', 90' |

 Nairobi City Stadium, Nairobi
Sudan guanyà 3–0 en l'agregat.
| Burundi | 0–3 | Egipte                                      |
| ------- | --- | ------------------------------------------- |
|         |     | A. Khalil 27' · Shehata 31' · O. Khalil 82' |

 Prince Louis Rwagasore Stadium, Bujumbura
| Egipte             | 2–0 | Burundi |
| ------------------ | --- | ------- |
| El Khatib 16', 55' |     |         |

 Nasser Stadium, el Caire
Egipte guanyà 5–0 en l'agregat.
| Ghana   | 4–0 | Mali |
| ------- | --- | ---- |
| Owusu · |     |      |

 Accra
| Mali            | 3–1 | Ghana |
| --------------- | --- | ----- |
| Gol · Gol · Gol |     | Owusu |

 Bamako
Ghana guanyà 5–3 en l'agregat.
| Congo   | 1–0 | Costa d'Ivori |
| ------- | --- | ------------- |
| Moukila |     |               |

 Brazzaville
| Costa d'Ivori | 2–1 | Congo   |
| ------------- | --- | ------- |
| Gol · Gol     |     | Moukila |

 Abidjan
Congo es classificà pel valor doble dels gols en camp contrari després de 2–2 en l'agregat.
| Malawi | 1–6 | Zàmbia                                  |
| ------ | --- | --------------------------------------- |
| Phiri  |     | Chanda · Sinyangwe · Mapulanga · Kapita |

 Blantyre
| Zàmbia  | 3–3 | Malawi          |
| ------- | --- | --------------- |
| Chola · |     | Phiri · Chikafa |

 Lusaka
Zàmbia guanyà 9–4 en l'agregat.
| Camerun        | 3–0 | Togo |
| -------------- | --- | ---- |
| Tokoto · Eboué |     |      |

 Stade de la Réunification, Douala
| Togo | 4–0 | Camerun |
| ---- | --- | ------- |
|      |     |         |

 Lomé
Togo guanyà 4–3 en l'agregat.
| Nigèria | n/d | República Centreafricana |
| ------- | --- | ------------------------ |
|         |     | Abandonament             |

Nigèria es classificà, la República Central Africana abandonà.
| Tanzània | n/d | Madagascar   |
| -------- | --- | ------------ |
|          |     | Abandonament |

Tanzània es classificà, Madagascar abandonà.

## Segona ronda
| Equip 1  | Global       | Equip 2 | Anada | Tornada |
| -------- | ------------ | ------- | ----- | ------- |
| Ghana    | 2–2 (5–6 p)  | Marroc  | 2–0   | 0–2     |
| Togo     | 2–4          | Guinea  | 2–2   | 0–2     |
| Tanzània | 3–6          | Egipte  | 1–1   | 2–5     |
| Tunísia  | 4–4 (g.c.c.) | Sudan   | 3–2   | 1–2     |
| Zàmbia   | 2–4          | Uganda  | 2–1   | 0–3     |
| Congo    | 1–3          | Nigèria | 0–1   | 1–2     |

| Ghana               | 2–0 | Marroc |
| ------------------- | --- | ------ |
| Owusu 59' · Sam 90' |     |        |

 Accra
| Marroc              | 2–0 | Ghana |
| ------------------- | --- | ----- |
| Chebbak · Acila 89' |     |       |
| Tanda de penals     |     |       |
|                     | 6–5 |       |

 Stade d'Honneur, Casablanca
Marroc guanyà 6–5 en els penals després de 2–2 en l'agregat.
| Togo | 2–2 | Guinea |
| ---- | --- | ------ |
|      |     |        |

 Stade Général Eyadema, Lomé
| Guinea   | 2–0 | Togo |
| -------- | --- | ---- |
| N'Jo Lea |     |      |

 Stade du 28 Septembre, Conakry
Guinea guanyà 4–2 en l'agregat.
| Tanzània | 1–1 | Egipte |
| -------- | --- | ------ |
| Gol      |     | Nour   |

 Dar es Salaam
| Egipte                                          | 5–2 | Tanzània  |
| ----------------------------------------------- | --- | --------- |
| Gaafar 33' · O. Khalil 40', 74' · Nour 71', 72' |     | Gol · Gol |

 el Caire
Egipte guanyà 6–3 en l'agregat.
| Tunísia                        | 3–2 | Sudan                           |
| ------------------------------ | --- | ------------------------------- |
| Ben Aziza 2' · Lahzami 5', 27' |     | Gagarin 34' · Khider Elkori 50' |

 Stade El Menzah, Tunis
| Sudan                             | 2–1 | Tunísia       |
| --------------------------------- | --- | ------------- |
| Kamal Abdelwahab 9' · Gagarin 75' |     | Ben Aziza 60' |

 Khartoum
Sudan es classificà pel valor doble dels gols en camp contrari després de 4–4 en l'agregat.
| Zàmbia | 2–1 | Uganda |
| ------ | --- | ------ |
| Chanda |     | Gol    |

 Lusaka
| Uganda | 3–0 | Zàmbia |
| ------ | --- | ------ |
|        |     |        |

 Kampala
Uganda guanyà 4–2 en l'agregat.
| Congo | 0–1 | Nigèria |
| ----- | --- | ------- |
|       |     |         |

 Brazzaville
| Nigèria | 2–1 | Congo |
| ------- | --- | ----- |
|         |     |       |

 Surulere Stadium, Lagos
Nigèria guanyà 3–1 en l'agregat.

## Equips classificats
Els 8 equips classificats foren:
- Egipte
- Etiòpia (seu)
- Guinea
- Marroc
- Nigèria
- Sudan
- Uganda
- Zaire (vigent campió)